# Férfi kézilabdatorna a 2013. évi nyári európai ifjúsági olimpiai fesztiválon
A 2013. évi nyári európai ifjúsági olimpiai fesztiválon a férfi kézilabda mérkőzéseket július 15. és július 19. között rendezték Utrechtben.

## Érmesek
| A 2013. évi nyári európai ifjúsági olimpiai fesztivál érmesei férfi kézilabdában | A 2013. évi nyári európai ifjúsági olimpiai fesztivál érmesei férfi kézilabdában | A 2013. évi nyári európai ifjúsági olimpiai fesztivál érmesei férfi kézilabdában | A 2013. évi nyári európai ifjúsági olimpiai fesztivál érmesei férfi kézilabdában |
| --- | --- | --- | -------------------------------------------------------------------------------- |
| Arany | Ezüst | Bronz |                                                                                  |
| Szlovénia · Urh Kastelic · Andraz Velkavrh · Darko Stojnic · Blaz Husar · Aleks Kavcic · Luka Kikanovic · Blaz Janc · Jan Prevolnik · Rok Cvetko · Ziga Urbic · Jaka Malus · Jakob Bedeti · Miha Kolmancic · Gal Marguc · Rok Cvetko | Norvégia · Kristian Skinstad Saeveraas · Simen Nicolay Schoenningsen · Gard Rosenlund Stoelen · Eirik Köpp · Aslak Haugen Wanderas · Lasse Larsen Thorsbye · Tormond Hauane · Sander Andreassen Oeverjordet · Sindre Andre Aho · Tobias Skuggedal Hansen · Joergen Jansrud · Magnus Abelvik Roed · Stian Nygaard Michaelsen · Aksel Horgen · Njaal Solvi Christensen | Svédország · Andreas Björkman-Myhr · Christoffer Bredolo · Johan Dahlin · Oskar Hedvall · Markus Sjöbrink · Linus Andersson · Emil Hansson · Herman Bosson · Adrian Brljevic · Anton Hallbäck · Fredrik Landin · Mikael Matsson · Lukas Nilsson · Felix Claar · Oliver Löfwenius |                                                                                  |

## Csoportkör

### A csoport
| Csapat           | M | Gy | D | V | G+  | G-  | Gk  | P |
| ---------------- | - | -- | - | - | --- | --- | --- | - |
| Fehéroroszország | 3 | 3  | 0 | 0 | 115 | 84  | +31 | 6 |
| Svédország       | 3 | 2  | 0 | 1 | 78  | 81  | –3  | 4 |
| Ausztria         | 3 | 1  | 0 | 2 | 100 | 104 | –4  | 2 |
| Hollandia        | 3 | 0  | 0 | 3 | 72  | 96  | –24 | 0 |

| 2013. július 15. 13:30 | Svédország      | 23–36       | Fehéroroszország  | Jaarbreus Hal1, Utrecht, Hollandia Nézőszám: 250 Játékvezetők: William Weijmans, Rik Wolbertus (NED) |
| 2013. július 15. 13:30 | Lukas Nilsson 6 | (10–19)     | Artsem Karalek 11 | Jaarbreus Hal1, Utrecht, Hollandia Nézőszám: 250 Játékvezetők: William Weijmans, Rik Wolbertus (NED) |
| 2013. július 15. 13:30 | 2× 3×           | Jegyzőkönyv | 4× 2×             | Jaarbreus Hal1, Utrecht, Hollandia Nézőszám: 250 Játékvezetők: William Weijmans, Rik Wolbertus (NED) |

| 2013. július 15. 17:30 | Ausztria        | 38–28       | Hollandia     | Jaarbreus Hal1, Utrecht, Hollandia Nézőszám: 350 Játékvezetők: Jakob Hansen, Thomas Nielsen (DEN) |
| 2013. július 15. 17:30 | Nikola Bilyk 11 | (25–15)     | Rik Elissen 9 | Jaarbreus Hal1, Utrecht, Hollandia Nézőszám: 350 Játékvezetők: Jakob Hansen, Thomas Nielsen (DEN) |
| 2013. július 15. 17:30 | 6× 2×           | Jegyzőkönyv | 3× 3×         | Jaarbreus Hal1, Utrecht, Hollandia Nézőszám: 350 Játékvezetők: Jakob Hansen, Thomas Nielsen (DEN) |

| 2013. július 16. 17:30 | Hollandia                 | 18–25       | Svédország        | Jaarbreus Hal1, Utrecht, Hollandia Nézőszám: 400 Játékvezetők: Tamara Bregar, Klavdija Zorko (SLO) |
| 2013. július 16. 17:30 | Rik Elissen 4 Kay Smits 4 | (9–12)      | Linus Andersson 6 | Jaarbreus Hal1, Utrecht, Hollandia Nézőszám: 400 Játékvezetők: Tamara Bregar, Klavdija Zorko (SLO) |
| 2013. július 16. 17:30 | 3× 1×                     | Jegyzőkönyv | 2× 3×             | Jaarbreus Hal1, Utrecht, Hollandia Nézőszám: 400 Játékvezetők: Tamara Bregar, Klavdija Zorko (SLO) |

| 2013. július 16. 19:30 | Fehéroroszország       | 46–35       | Ausztria       | Jaarbreus Hal1, Utrecht, Hollandia Nézőszám: 50 Játékvezetők: William Weijmans, Rik Wolbertus (NED) |
| 2013. július 16. 19:30 | Mikita Yermashevich 12 | (23–14)     | Nikola Bilyk 9 | Jaarbreus Hal1, Utrecht, Hollandia Nézőszám: 50 Játékvezetők: William Weijmans, Rik Wolbertus (NED) |
| 2013. július 16. 19:30 | 4× 3× 1×               | Jegyzőkönyv | 5× 3×          | Jaarbreus Hal1, Utrecht, Hollandia Nézőszám: 50 Játékvezetők: William Weijmans, Rik Wolbertus (NED) |

| 2013. július 17. 15:30 | Ausztria        | 27–30       | Svédország       | Jaarbreus Hal1, Utrecht, Hollandia Nézőszám: 200 Játékvezetők: Jakob Hansen, Thomas Nielsen (DEN) |
| 2013. július 17. 15:30 | Nikola Bilyk 14 | (14–15)     | Anton Hallbäck 6 | Jaarbreus Hal1, Utrecht, Hollandia Nézőszám: 200 Játékvezetők: Jakob Hansen, Thomas Nielsen (DEN) |
| 2013. július 17. 15:30 | 3× 3×           | Jegyzőkönyv | 7× 2×            | Jaarbreus Hal1, Utrecht, Hollandia Nézőszám: 200 Játékvezetők: Jakob Hansen, Thomas Nielsen (DEN) |

| 2013. július 17. 17:30 | Fehéroroszország | 33–26       | Hollandia   | Jaarbreus Hal1, Utrecht, Hollandia Nézőszám: 450 Játékvezetők: Búza Bence, Pinizsi Tamás (HUN) |
| 2013. július 17. 17:30 | Mikit Liavonau 9 | (13–12)     | Kay Smits 7 | Jaarbreus Hal1, Utrecht, Hollandia Nézőszám: 450 Játékvezetők: Búza Bence, Pinizsi Tamás (HUN) |
| 2013. július 17. 17:30 | 3× 3×            | Jegyzőkönyv | 4× 3×       | Jaarbreus Hal1, Utrecht, Hollandia Nézőszám: 450 Játékvezetők: Búza Bence, Pinizsi Tamás (HUN) |

### B csoport
| Csapat       | M | Gy | D | V | G+ | G- | Gk  | P |
| ------------ | - | -- | - | - | -- | -- | --- | - |
| Szlovénia    | 3 | 3  | 0 | 0 | 85 | 75 | +10 | 6 |
| Norvégia     | 3 | 2  | 0 | 1 | 80 | 73 | +7  | 4 |
| Németország  | 3 | 1  | 0 | 2 | 81 | 83 | –2  | 2 |
| Horvátország | 3 | 0  | 0 | 3 | 77 | 92 | –15 | 0 |

| 2013. július 15. 15:30 | Németország     | 29–26       | Horvátország                   | Jaarbreus Hal1, Utrecht, Hollandia Nézőszám: 275 Játékvezetők: Denis Bolic, Christoph Hurich (AUT) |
| 2013. július 15. 15:30 | Dominik Claus 7 | (15–14)     | Robert Tokic 7 Marin Jelinic 7 | Jaarbreus Hal1, Utrecht, Hollandia Nézőszám: 275 Játékvezetők: Denis Bolic, Christoph Hurich (AUT) |
| 2013. július 15. 15:30 | 1× 2×           | Jegyzőkönyv | 3× 3×                          | Jaarbreus Hal1, Utrecht, Hollandia Nézőszám: 275 Játékvezetők: Denis Bolic, Christoph Hurich (AUT) |

| 2013. július 15. 19:30 | Szlovénia                 | 25–20       | Norvégia                      | Jaarbreus Hal1, Utrecht, Hollandia Nézőszám: 250 Játékvezetők: Búza Bence, Pinizsi Tamás (HUN) |
| 2013. július 15. 19:30 | Jaka Malus 6 Gal Marguc 6 | (12–10)     | Simen Nicolay Schoenningsen 5 | Jaarbreus Hal1, Utrecht, Hollandia Nézőszám: 250 Játékvezetők: Búza Bence, Pinizsi Tamás (HUN) |
| 2013. július 15. 19:30 | 6× 3× 1×                  | Jegyzőkönyv | 3× 3×                         | Jaarbreus Hal1, Utrecht, Hollandia Nézőszám: 250 Játékvezetők: Búza Bence, Pinizsi Tamás (HUN) |

| 2013. július 16. 13:30 | Norvégia                                     | 28–25       | Németország   | Jaarbreus Hal1, Utrecht, Hollandia Nézőszám: 200 Játékvezetők: Denis Bolic, Christoph Hurich (AUT) |
| 2013. július 16. 13:30 | Aksel Horgen 5 Simen Nicolay Schoenningsen 5 | (14–13)     | Rico Keller 8 | Jaarbreus Hal1, Utrecht, Hollandia Nézőszám: 200 Játékvezetők: Denis Bolic, Christoph Hurich (AUT) |
| 2013. július 16. 13:30 | 2× 2×                                        | Jegyzőkönyv | 1× 3×         | Jaarbreus Hal1, Utrecht, Hollandia Nézőszám: 200 Játékvezetők: Denis Bolic, Christoph Hurich (AUT) |

| 2013. július 16. 15:30 | Horvátország     | 28–31       | Szlovénia                  | Jaarbreus Hal1, Utrecht, Hollandia Nézőszám: 150 Játékvezetők: Jakob Hansen, Thomas Nielsen (DEN) |
| 2013. július 16. 15:30 | Marin Jelinic 11 | (10–20)     | Blaz Janc 6 Jakob Bedeti 6 | Jaarbreus Hal1, Utrecht, Hollandia Nézőszám: 150 Játékvezetők: Jakob Hansen, Thomas Nielsen (DEN) |
| 2013. július 16. 15:30 | 7× 3× 1×         | Jegyzőkönyv | 4× 3×                      | Jaarbreus Hal1, Utrecht, Hollandia Nézőszám: 150 Játékvezetők: Jakob Hansen, Thomas Nielsen (DEN) |

| 2013. július 17. 13:30 | Horvátország                   | 23–32       | Norvégia                      | Jaarbreus Hal1, Utrecht, Hollandia Nézőszám: 100 Játékvezetők: Denis Bolic, Christoph Hurich (AUT) |
| 2013. július 17. 13:30 | Matija Babic 6 Marin Jelinic 6 | (11–21)     | Simen Nicolay Schoenningsen 6 | Jaarbreus Hal1, Utrecht, Hollandia Nézőszám: 100 Játékvezetők: Denis Bolic, Christoph Hurich (AUT) |
| 2013. július 17. 13:30 | 6× 2×                          | Jegyzőkönyv | 4× 3×                         | Jaarbreus Hal1, Utrecht, Hollandia Nézőszám: 100 Játékvezetők: Denis Bolic, Christoph Hurich (AUT) |

| 2013. július 17. 19:30 | Szlovénia    | 29–27       | Németország      | Jaarbreus Hal1, Utrecht, Hollandia Nézőszám: 150 Játékvezetők: William Weijmans, Rik Wolbertus (NED) |
| 2013. július 17. 19:30 | Jaka Malus 8 | (14–13)     | Dominik Claus 10 | Jaarbreus Hal1, Utrecht, Hollandia Nézőszám: 150 Játékvezetők: William Weijmans, Rik Wolbertus (NED) |
| 2013. július 17. 19:30 | 3× 2×        | Jegyzőkönyv | 4× 3×            | Jaarbreus Hal1, Utrecht, Hollandia Nézőszám: 150 Játékvezetők: William Weijmans, Rik Wolbertus (NED) |

## Az 5–8. helyért
| 2013. július 18. 13:30 | Ausztria        | 42–39       | Horvátország                   | Jaarbreus Hal1, Utrecht, Hollandia Nézőszám: 100 Játékvezetők: Búza Bence, Pinizsi Tamás (HUN) |
| 2013. július 18. 13:30 | Nikola Bilyk 17 | (16–19)     | Marin Jelinic 9 Robert Tokic 9 | Jaarbreus Hal1, Utrecht, Hollandia Nézőszám: 100 Játékvezetők: Búza Bence, Pinizsi Tamás (HUN) |
| 2013. július 18. 13:30 | 8× 2×           | Jegyzőkönyv | 8× 3×                          | Jaarbreus Hal1, Utrecht, Hollandia Nézőszám: 100 Játékvezetők: Búza Bence, Pinizsi Tamás (HUN) |

| 2013. július 18. 15:30 | Németország                   | 35–28       | Hollandia     | Jaarbreus Hal1, Utrecht, Hollandia Nézőszám: 250 Játékvezetők: Lorena Jurenec, Maja Vajdic (CRO) |
| 2013. július 18. 15:30 | Dominik Claus 7 Rico Keller 8 | (20–14)     | Rik Elissen 7 | Jaarbreus Hal1, Utrecht, Hollandia Nézőszám: 250 Játékvezetők: Lorena Jurenec, Maja Vajdic (CRO) |
| 2013. július 18. 15:30 | 2× 3×                         | Jegyzőkönyv | 1× 3×         | Jaarbreus Hal1, Utrecht, Hollandia Nézőszám: 250 Játékvezetők: Lorena Jurenec, Maja Vajdic (CRO) |

### A 7. helyért
| 2013. július 19. 10:00 | Horvátország   | 33–26       | Hollandia     | Utrecht, Hollandia Nézőszám: 350 Játékvezetők: Maria Bennani, Safia Bennani (SWE) |
| 2013. július 19. 10:00 | Robert Tokic 8 | (16–13)     | Rik Elissen 6 | Utrecht, Hollandia Nézőszám: 350 Játékvezetők: Maria Bennani, Safia Bennani (SWE) |
| 2013. július 19. 10:00 | 4× 2×          | Jegyzőkönyv | 3× 2×         | Utrecht, Hollandia Nézőszám: 350 Játékvezetők: Maria Bennani, Safia Bennani (SWE) |

### Az 5. helyért
| 2013. július 19. 12:00 | Ausztria        | 33–30       | Németország       | Utrecht, Hollandia Nézőszám: 500 Játékvezetők: William Weijmans, Rik Wolbertus (NED) |
| 2013. július 19. 12:00 | Nikola Bilyk 13 | (20–19)     | Antonio Metzner 8 | Utrecht, Hollandia Nézőszám: 500 Játékvezetők: William Weijmans, Rik Wolbertus (NED) |
| 2013. július 19. 12:00 | 2× 3×           | Jegyzőkönyv | 2× 3×             | Utrecht, Hollandia Nézőszám: 500 Játékvezetők: William Weijmans, Rik Wolbertus (NED) |

## Elődöntők
| 2013. július 18. 19:30 | Fehéroroszország      | 30–36       | Norvégia                                   | Jaarbreus Hal1, Utrecht, Hollandia Nézőszám: 200 Játékvezetők: William Weijmans, Rik Wolbertus (NED) |
| 2013. július 18. 19:30 | Mikita Yermashevich 9 | (18–20)     | Eirik Köpp 8 Simen Nicolay Schoenningsen 8 | Jaarbreus Hal1, Utrecht, Hollandia Nézőszám: 200 Játékvezetők: William Weijmans, Rik Wolbertus (NED) |
| 2013. július 18. 19:30 | 4× 2×                 | Jegyzőkönyv | 4× 3×                                      | Jaarbreus Hal1, Utrecht, Hollandia Nézőszám: 200 Játékvezetők: William Weijmans, Rik Wolbertus (NED) |

| 2013. július 18. 17:30 | Szlovénia    | 24–23       | Svédország        | Jaarbreus Hal1, Utrecht, Hollandia Nézőszám: 150 Játékvezetők: Denis Bolic, Christoph Hurich (AUT) |
| 2013. július 18. 17:30 | Gal Marguc 8 | (15–12)     | Linus Andersson 8 | Jaarbreus Hal1, Utrecht, Hollandia Nézőszám: 150 Játékvezetők: Denis Bolic, Christoph Hurich (AUT) |
| 2013. július 18. 17:30 | 3× 2×        | Jegyzőkönyv | 2× 3×             | Jaarbreus Hal1, Utrecht, Hollandia Nézőszám: 150 Játékvezetők: Denis Bolic, Christoph Hurich (AUT) |

## Bronzmérkőzés
| 2013. július 19. 14:00 | Fehéroroszország  | 22–33       | Svédország                       | Utrecht, Hollandia Nézőszám: 250 Játékvezetők: Tamara Bregar, Klavdija Zorko (SLO) |
| 2013. július 19. 14:00 | Mikita Liavonau 6 | (7–15)      | Herman Bosson 6 Anton Hallbäck 6 | Utrecht, Hollandia Nézőszám: 250 Játékvezetők: Tamara Bregar, Klavdija Zorko (SLO) |
| 2013. július 19. 14:00 | 7× 2×             | Jegyzőkönyv | 4× 2×                            | Utrecht, Hollandia Nézőszám: 250 Játékvezetők: Tamara Bregar, Klavdija Zorko (SLO) |

## Döntő
| 2013. július 19. 16:00 | Norvégia     | 22–28       | Szlovénia    | Utrecht, Hollandia Nézőszám: 500 Játékvezetők: Jakob Hansen, Thomas Nielsen (DEN) |
| 2013. július 19. 16:00 | Eirik Köpp 5 | (11–19)     | Blaz Janc 11 | Utrecht, Hollandia Nézőszám: 500 Játékvezetők: Jakob Hansen, Thomas Nielsen (DEN) |
| 2013. július 19. 16:00 | 2× 3×        | Jegyzőkönyv | 6× 3×        | Utrecht, Hollandia Nézőszám: 500 Játékvezetők: Jakob Hansen, Thomas Nielsen (DEN) |

## Végeredmény
| Helyezés | Nemzet           | M | Gy | D | V | Rg  | Kg  | Gk  | P  |
| -------- | ---------------- | - | -- | - | - | --- | --- | --- | -- |
| Arany    | Szlovénia        | 5 | 5  | 0 | 0 | 137 | 120 | +17 | 10 |
| Ezüst    | Norvégia         | 5 | 3  | 0 | 2 | 138 | 131 | +7  | 6  |
| Bronz    | Svédország       | 5 | 3  | 0 | 2 | 134 | 127 | +7  | 6  |
| 4.       | Fehéroroszország | 5 | 3  | 0 | 2 | 167 | 153 | +14 | 6  |
|          |                  |   |    |   |   |     |     |     |    |
| 5.       | Ausztria         | 5 | 3  | 0 | 2 | 175 | 173 | +2  | 6  |
| 6.       | Németország      | 5 | 2  | 0 | 3 | 146 | 144 | +2  | 4  |
| 7.       | Horvátország     | 5 | 1  | 0 | 3 | 149 | 160 | -11 | 2  |
| 8.       | Hollandia        | 5 | 0  | 0 | 5 | 126 | 164 | -38 | 0  |

## Góllövőlista
|     | Név                         | Gól |
| 1.  | Nikola Bilyk                | 64  |
| 2.  | Marin Jelinic               | 40  |
| 3.  | Mikita Yermashevich         | 36  |
| 4.  | Jaka Malus                  | 32  |
| 5.  | Rik Elissen                 | 31  |
|     | Artsem Karalek              | 31  |
| 7.  | Dominik Claus               | 30  |
|     | Blaz Janc                   | 30  |
| 9.  | Robert Tokic                | 28  |
| 10. | Artur Karvatski             | 26  |
|     | Simen Nicolay Schoenningsen | 26  |
| 12. | Kay Smits                   | 25  |
| 13. | Julian Ranftl               | 24  |
| 14. | Linus Andersson             | 23  |
|     | Rico Keller                 | 23  |
|     | Lukas Nilsson               | 23  |

|     | Név                   | Gól |
| 17. | Sindre Andre Aho      | 20  |
|     | Mikita Liavonau       | 20  |
|     | Gal Marguc            | 20  |
| 20. | Anton Hallbäck        | 19  |
|     | Marin Martinovic      | 19  |
|     | Vincent Schweiger     | 19  |
| 23. | Eirik Köpp            | 18  |
| 24. | Maksim Sonchyk        | 16  |
|     | Kevin Struck          | 16  |
|     | Björn Zintel          | 16  |
| 27. | Niels Poot            | 15  |
|     | Philipp Rabenseifer   | 15  |
|     | Aslak Haugen Wanderas | 15  |
| 30. | Ivan Ivkovic          | 14  |
| 31. | Blaz Husar            | 13  |
|     | Ephrahim Jerry        | 13  |
|     | Jerome Müller         | 13  |
|     | Magnus Abelvik Roed   | 13  |

|     | Név                   | Gól |
| 35. | Artsiom Kulak         | 12  |
|     | Bruno-Vili Zobec      | 12  |
| 37. | Danijel Bajceta       | 11  |
|     | Christoffer Bredolo   | 11  |
|     | Felix Claar           | 11  |
|     | Rok Cvetko            | 11  |
|     | Tormond Hauane        | 11  |
|     | Rene Jaspers          | 11  |
|     | Evert Kooijman        | 11  |
|     | Lasse Larsen Thorsbye | 11  |
| 45. | Ante Babic            | 10  |
|     | Max Haider            | 10  |
|     | Aksel Horgen          | 10  |
|     | Dorijan Markusic      | 10  |
|     | Lukas Mertens         | 10  |
|     | Antonio Metzner       | 10  |